# Opus vermiculatum

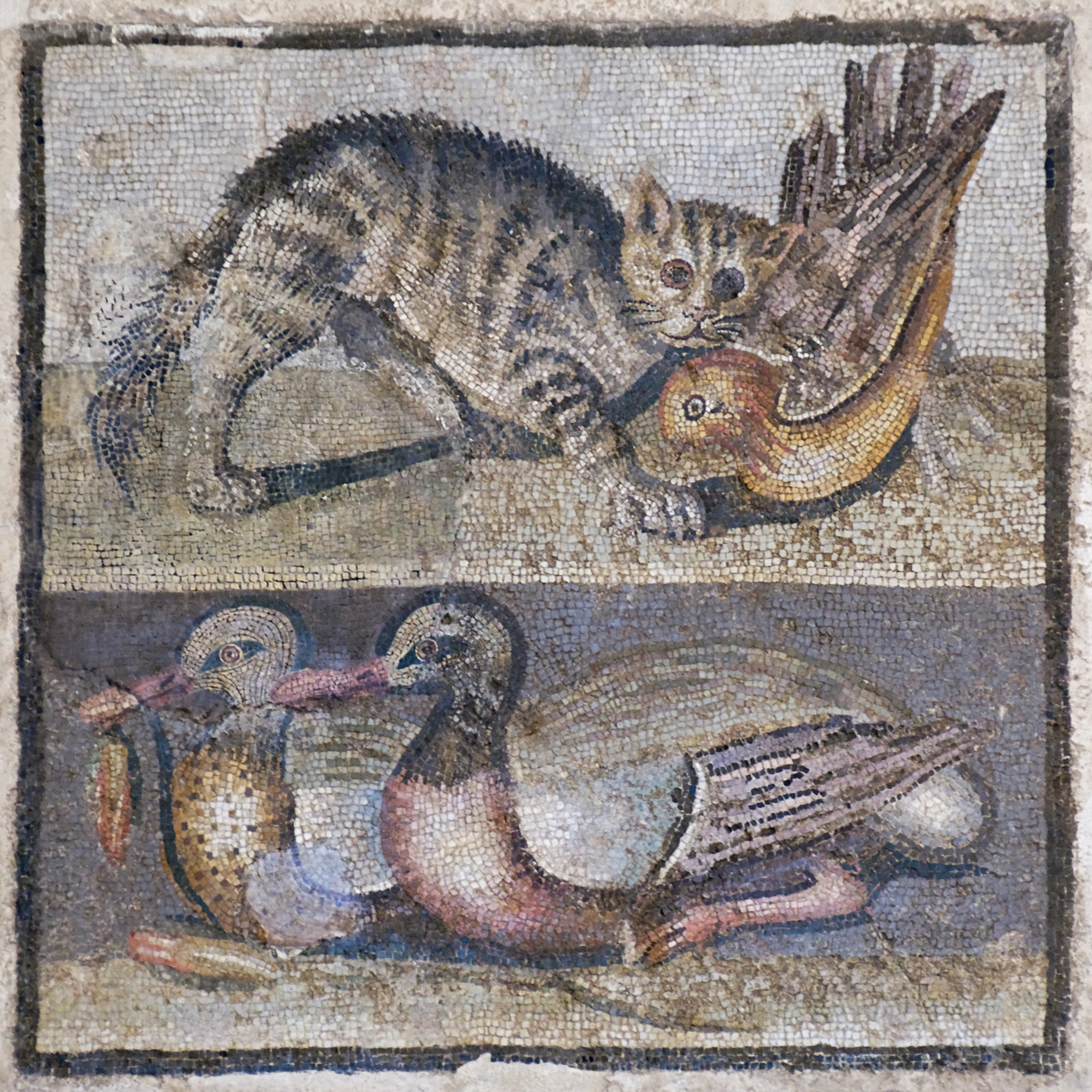
Emblema central d'un mosaic amb un gat i dos ànecs, primer quart del, Museu Nacional Romà

Opus vermiculatum és un tècnica de col·locació de tessel·les en mosaics per emfasitzar el contorn dels voltants d'un subjecte. Aquest efecte es pot fer amb una o dues files, i també pot servir com a contrast amb el fons (per exemple, una ombra), de vegades en conjunció amb opus tessellatum. La silueta sovint és tènue i desplaçada per un fons fosc per tal d'obtenir un contrast més gran. El nom opus vermiculatum significa literalment "obra similar a un cuc", i s'ha descrit com una de les formes de mosaics més exigents i elaborades. Sovint opus vermiculatum s'empra per posar èmfasi en el disseny principal i en els detalls del primer pla de l'obra, fent servir un effecte d'aurèola suau. Malgrat que les tessel·les utilitzades sovint eren quadrades, la seva forma podia variar.
Opus vermiculatum es va originar a Grècia més tard que altres mètodes de mosaic. El primer exemple conegut és el mosaic de Sophilos de Thmuis, que s'ha datat al voltant de l'any 200 aC. Aquesta tècnica es va escampar per tot el món hel·lènic; per exemple, el corpus d'exemples supervivents més gran trobat a l'illa de Delos. A Egipte es va emprar en decoracions de tombes entre finals del segle iii aC i el segle I aC; a Síria, es va seguir utilitzant fins més endavant. El mosaic del Nil de Palestina presenta un ús del color molt refinat, i mostra un desenvolupament més avançat. Això podria indicar que la tècnica estava basada en pintures.
Durant el segle I aC va arribar a Itàlia, juntament amb altres tècniques de mosaic. S'han trobat exemples d'aquest estil a Pompeia. En una obra especialment notable s'hi representa una escena crucial de la batalla d'Issos, i possiblement era una còpia d'una pintura o fresc grec del segle iv aC. L'ús d'opus vermiculatum va decaure després del segle I dC, però es va seguir emprant en mosaics romans delicats fins al segle IV. Llavors els mosaics eren cada cop més impressionistes, aprofitant els reflexos crista·lins de les tessel·les, per la qual cosa era més adient l'ús d'opus tessellatum. Eventualment, es va abandonar totalment en favor d'aquest estil.